# Giáo phận Hồng Kông
Giáo phận Hồng Kông là một giáo phận của Giáo hội Công giáo Rôma mà tầm kiểm soát thuộc phạm vi đặc khu Hồng Kông. Giáo phận này trực thuộc giáo tỉnh Quảng Châu trên danh nghĩa (de jure), nhưng trên thực tế (de facto) trực thuộc Tòa Thánh.
Cai quản Giáo phận hiện nay là hồng y, giám mục chính tòa Stêphanô Chu Thủ Nhân (từ 2021).

## Lịch sử
Giáo phận Hồng Kông được nâng cấp và có lãnh thổ như hiện nay vào ngày 11 tháng 4 năm 1946. Lãnh thổ giáo phận này rộng 1.104 km vuông. Trước đó, giáo phận này đã có lịch sử từ năm 1841, trải qua gia đoạn Hạt Phủ Doãn Tông Tòa rồi thăng lên giáo phận.

## Giám mục cai quản
Danh sách giám mục cai quản địa phận Hồng Kông trong lịch sử:
1. Theodor Joset † (22.4.1841 - 5.8.1842)
2. Antonio Feliciani, O.F.M. † (24.8.1850 - 20.6.1855)
3. Luigi Ambrosi † (20.6.1855 - 10.3.1867)
4. Giovanni Timoleone Raimondi, P.I.M.E. † (27.12.1868 - 27.9.1894)
5. Louis Marie Piazzoli, P.I.M.E. † (11.1.1895 - 26.12.1904)
6. Domenico Pozzoni, P.I.M.E. † (12.7.1905 - 20.2.1924)
7. Enrico Pascal Valtorta, P.I.M.E. † (8.3.1926 - 3.9.1951)
8. Lorenzo Bianchi, P.I.M.E. † (3.9.1951 - 30.11.1968)
9. Phanxicô Xaviê Từ Thành Bân † (29.5.1969 - 23.5.1973)
10. Phêrô Lý Hoành Cơ † (21.12.1973 - 23.7.1974)
11. Gioan Baotixita Hồ Chấn Trung † (5.4.1975 - 23.9.2002)
12. Giuse Trần Nhật Quân, S.D.B. (23.9.2002 - 15.4.2009)
13. Gioan Thang Hán (15.4.2009 - 1.8.2017)
14. Micae Dương Minh Chương (1 tháng 8 năm 2017 đến 3 tháng 1 năm 2019)
-. Gioan Thang Hán (Giám quản Tông Tòa tháng 1 năm 2019 đến 17 tháng 5 năm 2021)
15. Stêphanô Châu Thủ Nhân, S.J (từ 17 tháng 5 năm 2021)